# Parco nazionale di Cangandala
Il parco nazionale di Cangandala è un parco nazionale della provincia di Malanje in Angola. È situato tra il fiume Cuije e 2 territori senza nome del fiume Cuanza, con le città di Culamagia e Techongolola ai bordi. È il più piccolo parco nazionale in Angola.

## Storia

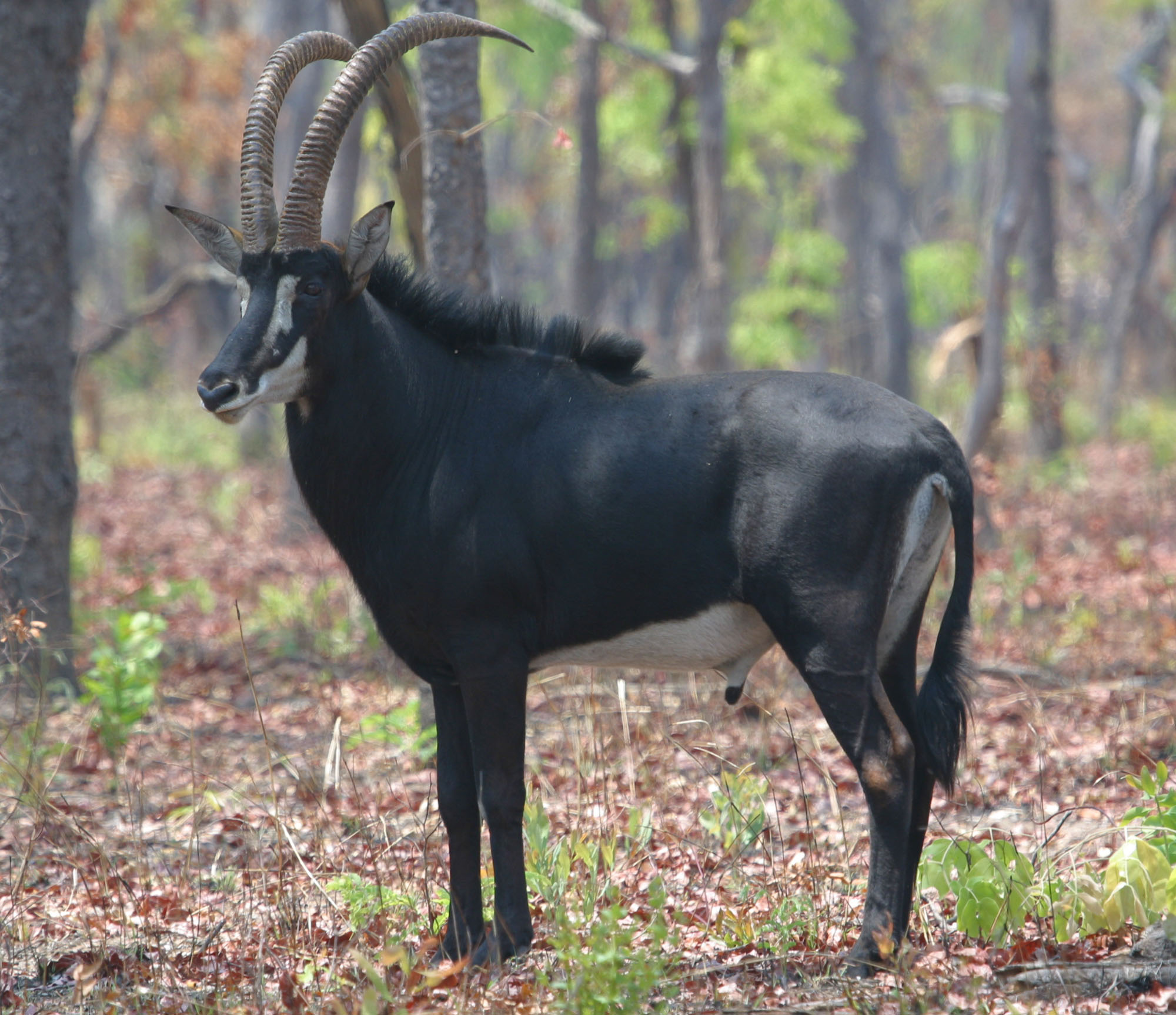
Antilope nera gigante

Il parco è stato creato nel 1963, mentre l'Angola era un territorio sotto il dominio portoghese. È stato dichiarato parco nazionale il 25 giugno 1970. Il Cangandala è stato fondato per proteggere gli esemplari di antilope nera gigante che sono stati scoperti nel 1963.

## Descrizione
Il parco, che si estende su una superficie di 630 km², è costituito da colline ondulate di sabbia e limo con basse corsie di drenaggio. L'area riceve circa 1 350 mm di pioggia all'anno, con una temperatura media di 21,5 °C. Non scorre alcun fiume perenne e il drenaggio avviene tramite corsie d'acqua ricoperte di erba. Il paesaggio è costituito da un mosaico di aperta bushveld di miombo e savana. Si possono rinvenire piante ascrivibili al genere Brachystegia e praterie aperte lungo le corsie inferiori di drenaggio.